# Кызылагадж (залив)
Кызылагадж, Кызылага́ч (азерб. Qızılağac körfəzi; устар. Залив Кирова) — залив у юго-западного берега Каспийского моря, на территории Азербайджана. Площадь 460 км², глубина до 2 м. Служит зимовьем для водоплавающих птиц. Акватория залива входит в состав Кызылагаджского заповедника.

## Название
Залив был впервые нанесён на карту в 1720 году и назван Кызыл-Агач по впадающей в него реке Кызылагаччай (в переводе «ольховая река»). В 1935 году залив переименован в залив Ки́рова в честь советского партийного деятеля Сергея Кирова.
В 1991 году исконное название было восстановлено.

## Описание
Кызылагадж расположен между косой Кюр-Дили (Куринская коса) на востоке и полуостровом Сара на западе. Длина залива составляет 28 км, площадь — 460 км². Максимальная глубина — 2 м. Берега низменные, заболоченные. 
Входит в состав Кызылагаджского заповедника. Служит зимовьем для водоплавающих птиц (лебеди, гуси, утки, пеликаны, фламинго).